# Frozen Orbit
In der Raumflugmechanik ist ein Frozen Orbit (dt.  eingefrorener Orbit) ein Satellitenorbit, bei dem die durch die Form und das ungleichmäßige Schwerefeld des umkreisten Himmelskörpers bedingten Bahnveränderungen durch sorgfältig ausgesuchte Bahnparameter minimiert sind. Typischerweise ist das ein Orbit, bei dem über eine lange Zeitspanne die Höhe an einem bestimmten Punkt im Orbit gleich bleibt. Änderungen in der Bahnneigung, des Argument des Perigäums, und der Exzentrizität werden durch die Auswahl von Startwerten so minimiert, dass ihre Störungen sich aufheben.  Das erzeugt einen langzeitstabilen Orbit mit reduziertem Treibstoffbedarf zum Ausgleich der Bahnstörungen.

## Anwendungen
Bei der Erdbeobachtung, aber auch bei der Satellitenkommunikation, ermöglichen es eingefrorene Bahnen, bei jedem Umlauf annähernd gleiche Abstände zu bestimmten Bodenpunkten sicherzustellen, ohne Treibstoff für Bahnkorrekturen zu verbrauchen. Sind diese Bahnen darüber hinaus auch sonnensynchron und haben sogenannte repeat ground tracks (sich zeitlich wiederholende Bodenspuren), dann lassen sich darüber hinaus auch einheitliche Sicht- und Lichtverhältnisse herstellen.
Die Missionsdauer eines niedrig fliegenden Mondorbiters lässt sich durch Wahl eines Frozen Orbit erheblich verlängern.

## Typen von Frozen Orbits
Für Erdsatelliten gibt es zwei unterschiedliche Typen von Frozen Orbits. Beim sogenannten Typ I sind die Bahnelemente eingefroren, wenn die Inklination 63,44° beträgt, bzw. 116,57° bei einer rückläufigen (retrograden) Bahn. Beim Typ II ist das der Fall, wenn die Exzentrizität 7,462 [km] × sin(i)/a und zusätzlich das Argument der Periapsis 90° oder 270° beträgt. Dabei ist a die große Halbachse der Erdbahn.
Für Mondsatelliten ermittelte die NASA Bahnneigungen von rund 27°, 50°, 76° und 86° als stabil.